# Somme
Somme là một tỉnh của Pháp, thuộc vùng hành chính Hauts-de-France, tỉnh lỵ Amiens, bao gồm 4 quận với các quận lỵ còn lại là: Abbeville, Montdidier, Péronne.
 Tư liệu liên quan tới Somme tại Wikimedia Commons